# 球囊導管

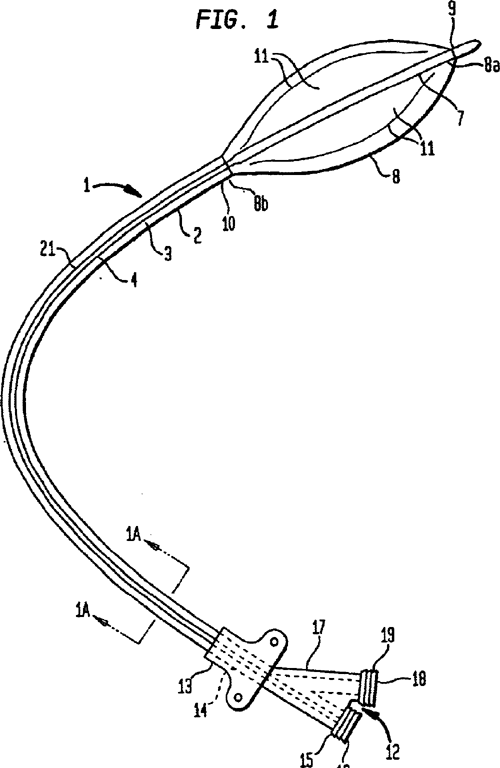
球囊導管示意圖

球囊導管（balloon catheter）又稱氣球導管、氣囊導管，是一種頂端具有可充氣或注水球囊的軟性醫用導管，在导管插入术中使用，以扩大体内狭窄的开口或通道。当导管放置定位，先借由导管内特定通道鼓胀球囊，进行必要的操作，然后再次放气或排液使球囊瘪塌以便取出导管。
例如：在输尿管导管术，到达输尿管狭窄部，于球囊内注入稀释造影剂，然后在X射线透视下观察其扩张程度。
再如：在心導管術，常用於在血管中撐開狹窄區域或製造通路。使用時，先將尚未充氣的氣囊放至定位，然後依照不同的手術目的進行充氣，在管腔中製造出口或通路後，將氣囊消氣之後移除導管。
球囊導管的常見用途:
- 血管成形術、氣球造口術、心導管。
- 輸卵管整型。
- 腎盂成形術：藉由膀胱鏡檢查和氣囊導管，可將支架固定在腎盂。

## 血管整形術球囊導管
在血管整形術中使用的氣球導管，有兩種常用設計：附導線(Over-the-Wire，OTW) 或 快速抽換式(Rapid Exchange，Rx)。現在冠狀動脈的球囊導管，九成的設計是快速抽換式。附導線設計的氣球導管，對於處理曲折的血管路徑，較為方便，但增加了消氣時間、縮減了氣球擴增的範圍。當氣球導管在阻塞的冠狀動脈中，擠壓血栓的術式，稱為球囊血管成形術(plain old balloon angioplasty ,POBA)。球囊導管也被應用於置放血管支架。製作廠商先將支架套在未充氣的氣球上，再送到心導管室。當心臟內科醫師將氣球充氣，支架便被撐開。氣球消氣後，由於支架的特殊設計，支架繼續維持撐開的狀態，支撐住血管壁，此時便可移除氣球導管。這樣的支架稱為氣囊可撐開支架。

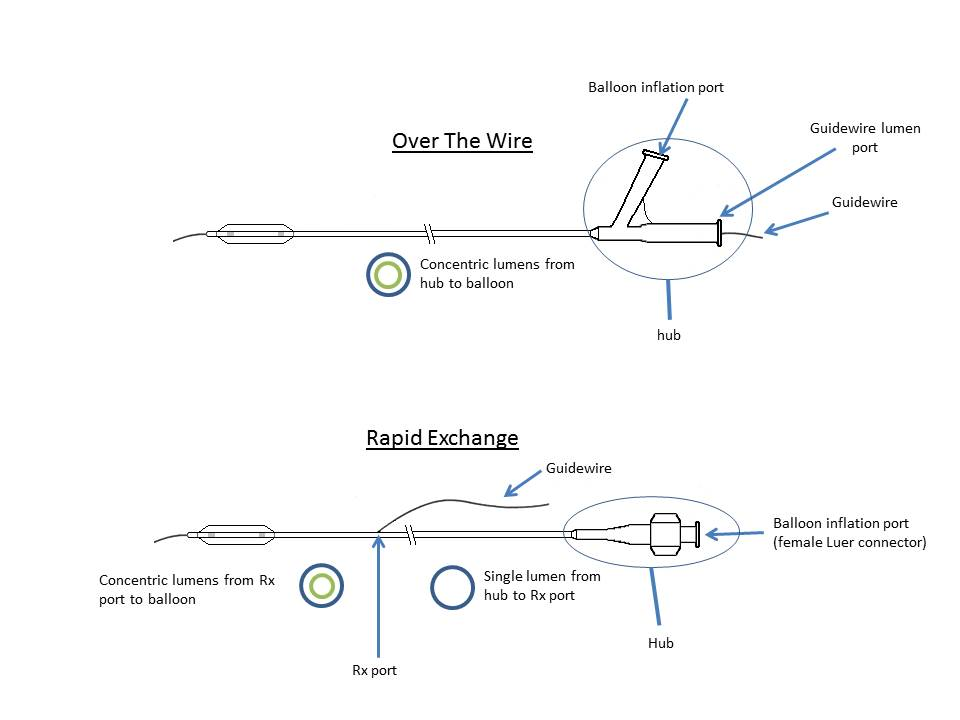
球囊導管兩種常見設計的比較。

## 腎盂成形術球囊導管
腎盂成形術球囊導管，常用於治療腎盂輸尿管接合處阻塞。  由於輸尿管、腎盂內壁會因為纖維化或增生現象，導致阻塞。也常用於處理人工膀胱阻塞。是梗阻性尿路症的治療中，相對侵入性較低的作法。

## 导尿管
- 福莱导尿管[2]，用於導尿用的軟性塑膠導管，前端也有球囊可用于注水，以固定在膀胱口。

## 外部連結
- Video of how the original balloon embolectomy catheter works （页面存档备份，存于）. 麻省理工學院新聞社.